# 5889 Mickiewicz
Az 5889 Mickiewicz (ideiglenes jelöléssel 1979 FA3) a Naprendszer kisbolygóövében található aszteroida. Nyikolaj Sztyepanovics Csernih fedezte fel 1979. március 31-én.